# Konståret 1874

## Händelser

### Okänt datum
- Den första impressionistiska utställningen hålls i en privat studio utanför den officiella Salon de Paris; i den franska satiriska tidningen Le Charivari myntar Louis Leroy termen "impressionism".
- Berthe Morisot gifter sig med Eugene, bror till Édouard Manet.
- Helen Paterson gifter sig med William Allingham.
- Handarbetets vänner grundas av Hanna Winge, Sophie Leijonhufvud-Adlersparre och Molly Rohtlieb.

## Verk
- Louis Buvelot - Macedon Ranges

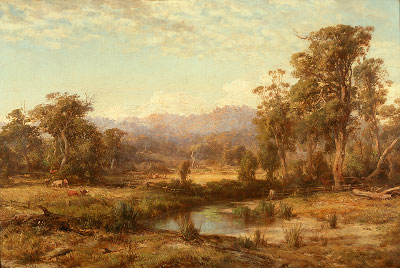
Louis Buvelot färdigställer sitt verk Macedon Ranges år 1874.

- Emmanuel Frémiet - Jeanne d'Arc (tidigare vid Place des Pyramides, Paris)
- Armand Guillaumin - La Seine (Metropolitan Museum of Art)
- Winslow Homer - Farmer with a Pitch Fork
- Vilhelm Kyhn - Sildig Sommeraften ved Himmelbjærget
- Édouard Manet - En bateau (Metropolitan Museum of Art)
- Édouard Manet - Argenteuil
- Édouard Manet - Claude Monet peignant dans son atelier
- Claude Monet - Le pont du chemin de fer, Argenteuil (Philadelphia Museum of Art)
- John Pettie - Jacobites
- Camille Pissarro - Porträtt av Cézanne
- Alfred Sisley - Misty Morning
- Pierre-Auguste Renoir - Portrait d’Alfred Sisley

## Födda
- 24 januari - Olga Milles (död 1967), österrikisk-svensk konstnär.
- 11 februari - Elsa Beskow (död 1953), svensk författare, illustratör och målare.
- 23 mars - Henri Manguin (död 1949), fransk målare.
- 29 mars - Tyra Kleen (död 1951), svensk konstnär och författare.
- 19 april - Firmin Baes (död 1943), flamländsk konstnär (impressionist).
- 8 maj - Signe Hallström (död 1964), svensk miniatyrmålare.
- 11 maj - Einar Jónsson (död 1954), isländsk skulptör.
- 22 maj - Astrid Gullstrand (död 1952), svensk sångtextförfattare, konstnär och författare.
- 30 juni - Anders Forsberg död 1914, svensk satirtecknare.
- 5 juli - Fritz Lindström (död 1962), svensk landskapsmålare och porträttmålare.
- 28 juli - Joaquín Torres García (död 1949), uruguayansk målare.
- 2 oktober - Arthur Sjögren (död 1951), svensk konstnär och bokhistoriker.
- 9 oktober - Nicholas K. Roerich (död 1947), rysk målare, vetenskapsman och resenär.
- 16 oktober - Otto Mueller (död 1930), tysk målare.
- 21 december - Märta Jörgensen (död 1967), drivande i skapandet av Sverigedräkten 1903.
- okänt datum - Arnold Friedman (död 1946), amerikansk målare.
- okänt datum - Raffaello Gambogi (död 1943), italiensk bildkonstnär,

## Avlidna
- 19 april – Owen Jones (född 1809), brittisk arkitekt, inredningsarkitekt, samt pionjär inom chromolithografi.
- 20 april – Alexander Hunter Murray (född 1818), kanadensisk konstnär.
- 5 maj – Charles Gleyre (född 1808), schweizisk målare.
- 1 juni – Karl Emanuel Jansson  (född 1846), åländsk konstnär.
- 29 september – Theodor Hildebrandt (född 1804), tysk målare.
- 6 oktober – Alphonse Périn (född 1798), fransk målare.
- 21 november – Mariano Fortuny (född 1838), spansk målare.
- 6 december – Egide Charles Gustave Wappers (född 1803), belgisk målare.
- okänt datum – William Henry Rinehart (född 1825), amerikansk skulptör.